# Contemporary Physics
Contemporary Physics is een internationaal, aan collegiale toetsing onderworpen wetenschappelijk tijdschrift op het gebied van de natuurkunde.
De naam wordt in literatuurverwijzingen meestal afgekort tot Contemp. Phys.
Het wordt uitgegeven door Taylor and Francis en verschijnt 4 keer per jaar.